# ジョン・ホバート (初代バッキンガムシャー伯爵)

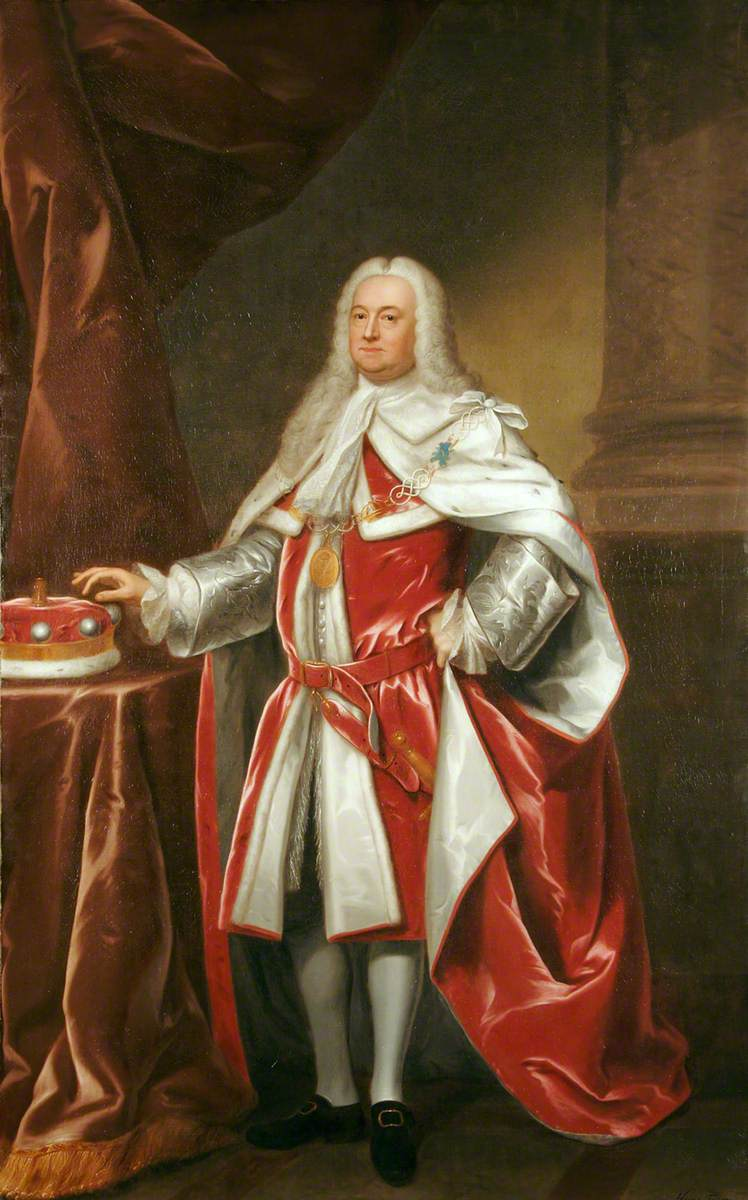
ジョン・テオドール・ハインズによる肖像画、1743年。

初代バッキンガムシャー伯爵ジョン・ホバート（英語: John Hobart, 1st Earl of Buckinghamshire KB PC、1693年10月11日 – 1756年9月22日）は、グレートブリテン王国の貴族、ホイッグ党の政治家。国王ジョージ2世の愛妾であるサフォーク伯爵夫人ヘンリエッタ・ハワードの弟であり、下級商務卿（Lord of Trade）、国王私室財務官、恩給紳士隊隊長を務めた。

## 生涯
第4代準男爵サー・ヘンリー・ホバートと妻エリザベス（1701年8月22日没、ジョセフ・メイナードの娘）の息子として、1693年10月11日に生まれた。父は名誉革命を支持し、ウィリアマイト戦争でボイン川の戦いに参戦した人物だったが、1698年8月21日にオリヴァー・ル・ヌーヴとの決闘で死去し、ホバートは4歳で準男爵位を継承した。1710年5月20日、ケンブリッジ大学クレア・カレッジに入学した。学位を修得しないまま、1713年か1714年に大学を出た。
政界ではホイッグ党に属し、ノーフォーク州に影響力を持ち、セント・アイヴス選挙区の1議席（1741年以降は2議席）を掌握していた。1715年イギリス総選挙では自身で出馬し、無投票で庶民院議員に当選した。議会では七年議会法案に賛成、便宜的国教徒禁止法と教会分裂阻止法の廃止にも賛成したが、貴族法案には反対した。
1719年にノーフォーク海軍次官に任命され、1756年に死去するまで務めた。1720年に母方のメイナード家からデヴォン州ビア・アルストンの地所を継承したことで、1721年よりビア・アルストン選挙区で1議席を掌握するようになった。同1721年に下級商務卿（Lord of Trade）に任命された。1722年イギリス総選挙では161票（得票数1位）で再選、1727年イギリス総選挙ではノーフォーク選挙区から出馬、無投票で当選した。
1725年5月27日、バス勲章を授与された。1727年にジョージ2世が国王に即位すると下級商務卿から国王私室財務官に転じた。1728年5月28日にグレートブリテン貴族であるノーフォーク州ブリックリングのホバート男爵に叙された。叙爵の背景には姉にあたるサフォーク伯爵夫人ヘンリエッタ・ハワードが国王ジョージ2世の愛妾だったという事情があったとされる。もっとも、1730年代にヘンリエッタの影響力が低下した後もホバートは官職就任を続けた。
1739年12月にノーフォーク統監に任命された。1744年のブロード・ボトム内閣組閣とともに国王私室財務官から恩給紳士隊隊長に転じ、1756年まで務めた。1745年1月3日、枢密顧問官に任命された。1745年ジャコバイト蜂起ではノーフォーク統監として蜂起鎮圧のための歩兵連隊を招集し、1746年9月5日にバッキンガムシャー伯爵に叙された。この叙爵は蜂起鎮圧の功績か、1744年の転任への補償とされる。
1756年9月22日にセント・ジェームズ・スクエアで死去、息子ジョンが爵位を継承した。ノーフォーク州ブリックリングで埋葬された。

## 家族
1717年11月8日、ジュディス・ブリッティフ（Judith Britiffe、1727年2月7日没、ロバート・ブリッティフの娘）と結婚、3男4女をもうけたが、1男1女以外は夭折した。
- ジョン（1723年8月17日 – 1793年9月3日） - 第2代バッキンガムシャー伯爵[5]
- ロバート（1733年5月22日没[11]）
- ドロシー（1798年6月1日没） - 1752年10月21日、第8代準男爵サー・チャールズ・ホサム＝トムソン（英語版）と結婚[11]

1728年2月10日、エリザベス・ブリストー（Elizabeth Bristow、1762年9月12日没、ロバート・ブリストーの娘）と再婚、2男をもうけた。
- ジョージ（英語版）（1731年9月8日 – 1804年11月14日） - 第3代バッキンガムシャー伯爵[5]
- ヘンリー（1738年 – 1799年5月10日） - 庶民院議員。1761年7月22日、アン・マーガレット・ブリストー（Anne Margaret Bristow、1788年7月12日没、ジョン・ブリストー（英語版）の娘）と結婚、子供あり[11]